# Вилхелм III (Монферат)
Вижте пояснителната страница за други личности с името Вилхелм.
Вилхелм III (на италиански: Guglielmo III del Monferrato, Wilhelm III, * 970, † 1042) от род Алерамичи е маркграф на Монферат и граф на Вадо от 991 г. до смъртта си.
Той е най-възрастният син и наследник на маркграф Ото I и внук на Алерам Монфератски и Аделаида. Той основава манастир в Спиньо. През 1014 г. той и брат му Рипрандо дават земя на абатстсвото Фрутуария. Между 991 и 1002 г. той дарява църквата в Акви Терме.
Вилхелм III се жени за Ваца (или Ваза) и има два синa:
- Ото II († 20 ноември 1084), маркграф на Монферат от 1042 г., жени се за Констанцa Савойска
- Хайнрих († 1045), маркграф на Монферат от 1042 г., жени се 1041 г. за Аделхайд от Суза от род Ардуини.